# سوپ گوجه‌فرنگی

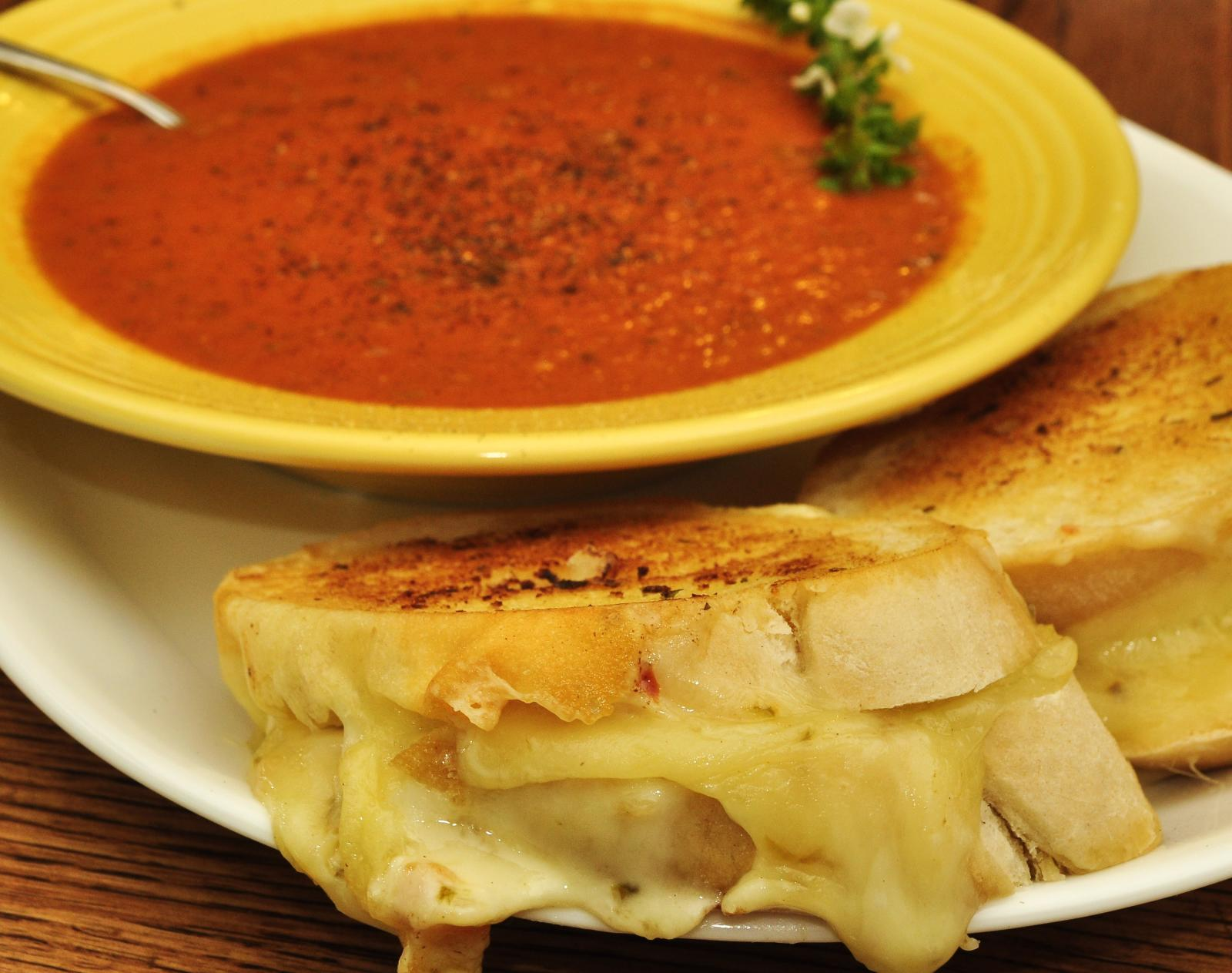
سوپ گوجه فرنگی سرو با پنیر کبابی، ساندویچ

سوپ گوجه فرنگی یک سوپ است که در آن از گوجه فرنگی به عنوان ترکیب اصلی استفاده می‌شود. این سوپ، به صورت گرم یا سرد، در کاسه سرو می‌شود و ممکن است به شیوه ها و دستورالعمل‌های مختلفی تهیه گردد.
این سوپ ممکن است صاف و میکس شده میل شود و در بعضی دستورالعمل‌ها شامل تکه (یا تکه‌های کوچک) گوجه فرنگی، مرغ و سبزی همراه با خامه تهیه می‌شود. افزودنی و سس مورد علاقه برای سوپ گوجه فرنگی، خامه ترش و نان تست سوخاری شده می‌باشد. سوپ گوجه فرنگی یکی از انواع غذاهای سریع در لهستان,ایران،پاکستان،افغانستان و ایالات متحده است. این سوپ را می‌توان از گوجه فرنگی‌های نارس که هنوز کاملاً قرمز نشده‌اند، تهیه نمود که در اینحالت، گوجه‌ها را پوست گرفته و سوپ را می‌پزیم و سپس ترکیب را میکس و به صورت پوره سرو می‌کنیم.
اولین سوپ گوجه فرنگی، توسط ماریا پارلوآ در سال ۱۸۷۲ تهیه شد. جوزف آ. کمپبل، با طرح دستور تهیه جدیدی برای سوپ گوجه فرنگی غلیظ و فشرده، در سال ۱۸۹۷ بر محبوبیت آن افزود.

## انواع آماده شده
سوپ گوجه فرنگی همچنین به صورت بسته بندی‌های آماده در دسترس است و در انواع و اشکال مختلف از جمله کنسرو تغلیظ شده و به صورت خشک یا پودر سوپ آماده قابل خریداری است. در میان سه نوع سوپ تولید شده توسط شرکت کمپبل سوپ٫سوپ گوجه فرنگی از جمله سوپ‌های مشهور می‌باشد.

## مواد تشکیل دهنده اصلی در کنسرو سوپ گوجه فرنگی
مواد تشکیل دهنده اصلی درج شده در پشت قوطی کنسرو سوپ گوجه فرنگی: پوره گوجه فرنگی، شربت ذرت با فروکتوز بالا، آرد گندم.
ساختار سلولی رشد گیاه گوجه فرنگی و کیفیت آن و فرایند آماده‌سازی محصولات برای تهیه غذای آماده٫ هردو به یک میزان در کیفیت محصولات دارای اهمیت هستند. پکتین و سلولز تعیین‌کننده ویسکوزیته ظاهری این محصول گوجه فرنگی هستند. این مواد اگر در دماهای بالا شکسته شوند٫آنزیم‌ها بیشتر غیرفعال می‌شوند تا زمانی که در دماهای پایین‌تر تجزیه گردند.

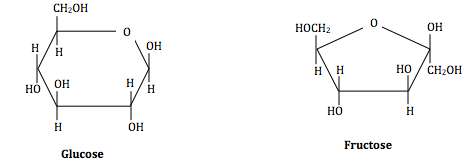
ساختار مولکولی در شربت ذرت با فروکتوز بالا

شربت ذرت (HFCS) دارای مقادیر بالای فروکتوز است، لذا گاهی به سوپ گوجه اضافه می‌شود تا طعم آن شیرین تر شود. شربت ذرت همچنین موجب جذب آب و جذب مونوساکاریدها از فروکتوز و گلوکز و اتصال آنان به آب می‌شود. این اتصال با از بین بردن آب آزاد موجود در محصول، به کاهش رشد میکروبی کمک کرده و همچنین می‌تواند باعث جلوگیری از جدایی آب محصولات گردد مانند سس‌ها و سوپ.

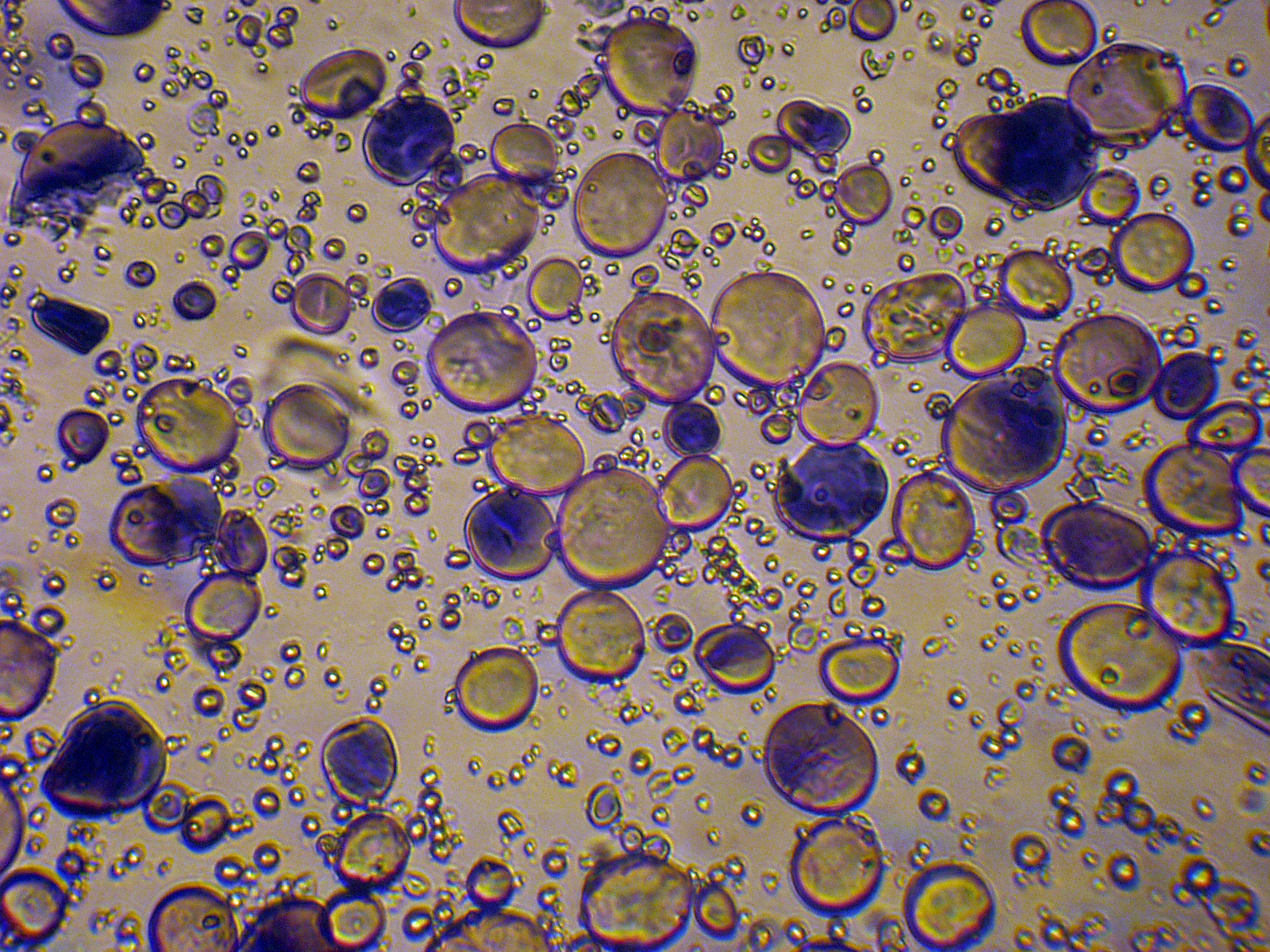
نمائی از گرانولهای نشاسته گندم، زمانی که هیدراته آنها شروع به متورم شدن و فرایند گلوتن سازی آغاز می‌شود. اضافه کردن آن به ویسکوزیته این محصول کمک می‌کند.

آرد گندم متشکل از شش گروه اصلی کربوهیدرات‌ها، پروتئین‌ها، آنزیم‌ها، چربی، مواد معدنی و ویتامین‌ها می‌باشد. آرد اضافه شده به سوپ گوجه فرنگی به منظور افزایش ویسکوزیته آن است. نشاسته موجود در آرد به عنوان یک عامل ژلاتینی این نقش را ایفا می‌نماید. زمانی که گرانول موجود در نشاسته آرد گرم می‌شود، با حل شدن، تبدیل به ماده ای ژلاتینی می‌گردد. در طول این روند ژلاتین سازی، سازه‌های کریستال مانند نشاسته ناپدید می‌شوند و با شروع یک فرایند تورم منجر به تغلیظ محصول می‌شوند.

## سوپ گاسپاچو
سوپ گاسپاچو یک نوع سوپ گوجه فرنگی اسپانیایی است که به صورت سرد سرو می‌شود. سرچشمه و مرکز تولید آن در منطقه آندلس در جنوب اسپانیا است. سوپ گاسپاچو به‌طور گسترده‌ای در لیست غذاهای اسپانیایی و همچنین در کشور همسایه آن، پرتغال شناخته شده‌است. سوپ گاسپاچو، به دلیل طراوت و کیفیت و سرو سرد آن عمدتاً در طول ماه‌های تابستان تهیه و مصرف می‌گردد. تنوع زیادی در تهیه سوپ گاسپاچو وجود دارد.

## برای مطالعهٔ بیشتر
- Tonucci, Linda H. ;  et al. (March 1995). "Carotenoid Content of Thermally Processed Tomato-Based Food Products". Journal of Agricultural and Food Chemistry. 43 (3): 579–586. doi:10.1021/jf00051a005. Retrieved 30 August 2012. {{cite journal}}: Explicit use of et al. in: |last= (help)
- Bittman, Mark (2007). How to Cook Everything Vegetarian: Simple Meatless Recipes for Great Food. Wiley. pp. 113–114.